# 기회주의적 TLS
기회주의적 TLS(Opportunistic TLS)는 암호화된 통신을 위해 별도의 포트를 사용하는 대신 일반 텍스트 연결을 암호화된(TLS 또는 SSL) 연결로 업그레이드하는 방법을 제공하는 플레인 텍스트 통신 프로토콜의 확장을 나타낸다. 여러 프로토콜에서는 이 목적으로 "STARTTLS"라는 명령을 사용한다. 이는 기회주의적 암호화의 한 형태이며 주로 수동 모니터링에 대한 대응책으로 사용된다.
IMAP 및 POP3에 대한 STARTTLS 명령은 RFC 2595, SMTP에 대해 RFC 3207, XMPP에 대해 RFC 6120, NNTP에 대해 RFC 4642에 정의되어 있다. IRC의 경우 IRCv3 작업 그룹에서 STARTTLS 확장을 정의했지만 나중에 구식이 되었다. FTP는 RFC 4217에 정의된 "AUTH TLS" 명령을 사용하고, LDAP는 RFC 2830에 프로토콜 확장 OID를 정의한다. HTTP는 업그레이드 헤더를 사용한다.